# Comitatul Hunedoara

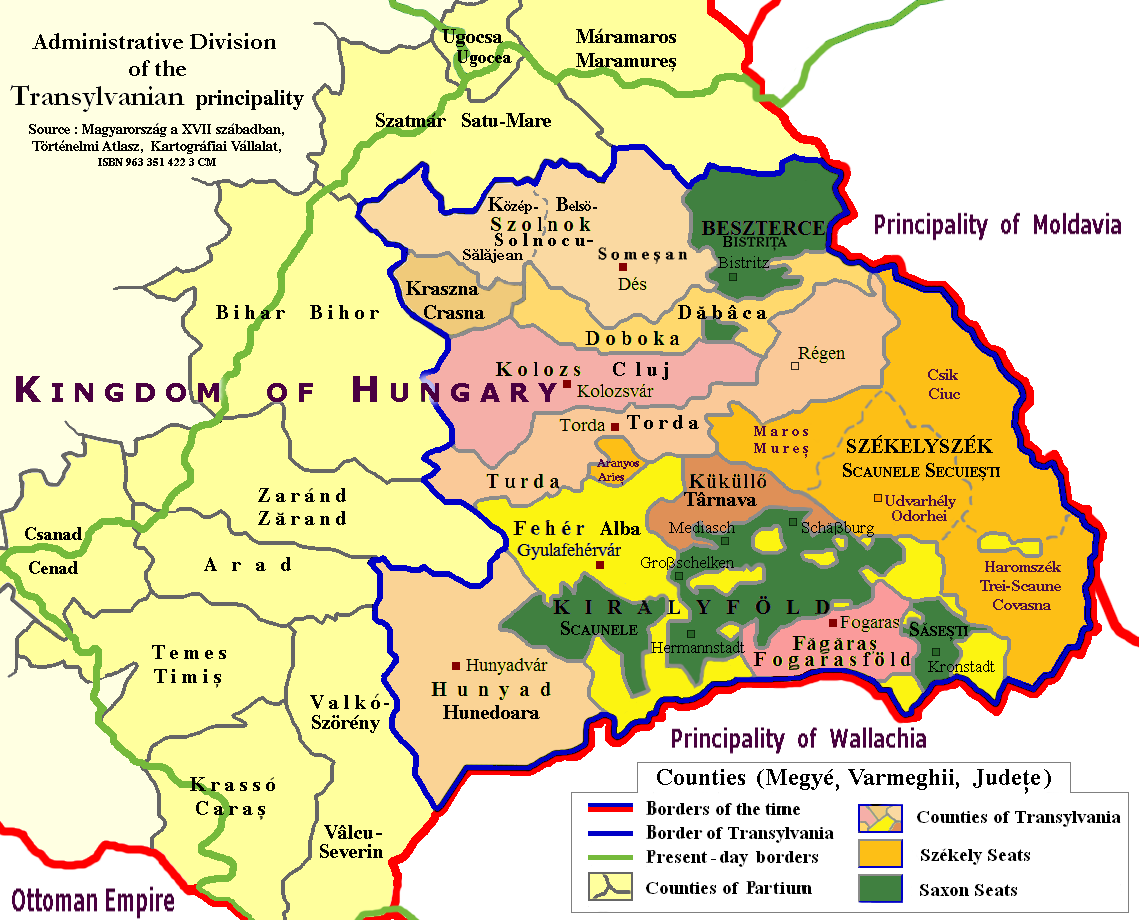
Comitatul Hunedoara pe harta împărţirii administrative a Transilvaniei medievale

Comitatul Hunedoara, cunoscut și ca Varmeghia Hunedoarei (în maghiară Hunyad vármegye, în germană Komitat Hunyad, în latină Comitatus Hunyadiensis), a fost o unitate administrativă a Regatului Ungariei, care a funcționat în perioada 1265-1784 apoi din nou între 1867 și 1918. Capitala comitatului a fost orașul Deva.

## Geografie
Comitatul Hunedoara se învecina la vest cu Comitatul Caraș-Severin (Krassó-Szörény), la nord-vest cu Comitatul Arad (Arad), la nord-est cu Comitatul Turda-Arieș (Torda-Aranyos), la est cu comitatele Alba de Jos (Alsó-Fehér) și Sibiu (Szeben). În partea de sud, acest comitat forma granița între Regatul Ungariei și Regatul României. Munții Carpați formau limita sudică a comitatului. Suprafața comitatului în 1910 era de 7.809 km², incluzând suprafețele de apă.

## Istorie
Comitatul medieval Hunedoara, format probabil în secolul XI și atestat pentru prima oară ca Hungnod într-un catalog fiscal bisericesc Quietus Redditus din 1265, dispare în 1784 odată cu împărțirea în Bezirke decisă de împăratul habsburgic Iosif al II-lea, apoi este restabilit în cadrul Regatului Ungar, cu un teritoriu mărit (cuprinzând ținutul Zărandului), prin reforma administrativă legată de constituirea Imperiului Austro-Ungariei în 1876, care desființează Marele-Principat al Transilvaniei.
În 1918, urmată fiind de confirmarea Tratatului de la Trianon din 1920, comitatul Hunedoara, odată cu întreaga Transilvanie istorică, a devenit un județ al României. 
Majoritatea teritoriului Comitatului Hunedoara se regăsește azi în județul Hunedoara. O fâșie din partea de est se află în județul Alba.
O mică fâșie în vest se află acum în județul Caraș-Severin (comuna Băuțar).

## Demografie
În 1880, populația comitatului era de 248,464 locuitori, dintre care: 
- Români -- 87.5%
- Maghiari -- 4.9%
- Germani -- 2.5%

În 1910, populația comitatului era de 340.135 locuitori, dintre care: 
- Români -- 271.675 (79,87%)
- Maghiari -- 52.720 (15,49%)
- Germani -- 8.101 (2,38%)
- Slovaci -- 1.024 (0,30%)

## Subdiviziuni
La începutul secolului 20, subdiviziunile comitatului Hunedoara erau următoarele:
| Districte (járás)                          | Districte (járás)           |
| District                                   | Capitală                    |
| ------------------------------------------ | --------------------------- |
| Algyógy                                    | Algyógyalfalu --- Geoagiu   |
| Brád                                       | Brád --- Brad               |
| Déva                                       | Déva --- Deva               |
| Hátszeg                                    | Hátszeg --- Hațeg           |
| Kőrösbánya                                 | Kőrösbánya --- Baia de Criș |
| Marosillye                                 | Marosillye --- Ilia         |
| Petrozsény                                 | Petrozsény --- Petroșani    |
| Puj                                        | Puj --- Pui                 |
| Szászváros                                 | Szászváros --- Orăștie      |
| Vajdahunyad                                | Vajdahunyad --- Hunedoara   |
| Districte urbane (rendezett tanácsú város) |                             |
| Déva --- Deva                              |                             |
| Hátszeg --- Hațeg                          |                             |
| Szászváros --- Orăștie                     |                             |
| Vajdahunyad --- Hunedoara                  |                             |